# 凯钦
凯钦（德語：Ketzin）是德国勃兰登堡州的一个市镇，隶属于哈弗尔兰县。总面积为93.63平方千米，截至2020年总人口为6530人。